# Taketomi
La isla Taketomi (en japonés: Taketomi-jima; 竹富島; Yaeyama: Teedun okinawense: Dakidun) es una isla en el Distrito Yaeyama de la Prefectura de Okinawa, al sur del país asiático de Japón. Está situada a diez minutos en bote desde la isla Ishigaki, esta isla tiene una aldea en el centro, también llamada Taketomi. Taketomi tiene una población de aproximadamente 361 personas (en 2006) y un área de 5,42 km². La isla tiene una forma bastante circular, por lo que todas sus partes se encuentran a poca distancia. También hay varios lugares para alquilar bicicletas en el pueblo.
Taketomi es conocida por sus casas tradicionales, muros de piedra y coral y laberínticas calles de arena, por lo que es popular entre los turistas.
Podemos disfrutar de un recorrido por la isla en carro tirado por bueyes (ya que en Taketomi no hay coches).
También alberga museos y una buena oferta gastronómica que combina platos tradicionales con un toque francés.
Otro atractivo son sus numerosas playas y la gran variedad de mariposas.